# Sheridan Township (comté de Carroll, Iowa)
Sheridan Township est un township, du comté de Carroll en Iowa, aux États-Unis,.